# Scott Arthur
Scott Arthur est un universitaire britannique et un homme politique du Parti travailliste qui est député d'Édimbourg Sud-Ouest depuis 2024.

## Biographie
En juillet 2024, Arthur est professeur à l'Institut pour les infrastructures et l'environnement de l'Université Heriot-Watt d'Édimbourg.
Il est coéditeur de plusieurs ouvrages portant sur la Conférence internationale sur les progrès du génie civil,.
Il est élu conseiller de Colinton/Fairmilehead lors des élections du conseil municipal d'Édimbourg de 2017 en tant que membre du Parti travailliste.
En mai 2022, Arthur est nommé responsable des transports et de l'environnement au sein de l'administration minoritaire du Parti travailliste du conseil municipal d'Édimbourg.
En juillet 2024, Arthur est élu député d'Édimbourg Sud-Ouest, battant la candidate sortante du Parti national écossais, Joanna Cherry, par 6 217 voix,.